# Apple Arcade
Apple Arcade là dịch vụ đăng ký trò chơi video của Apple Inc. cho các thiết bị iOS, iPadOS, tvOS và macOS
Apple Arcade được công bố tại một sự kiện đặc biệt của Apple vào ngày 25 tháng 3 năm 2019. Không giống như các sự kiện đặc biệt trước đây từng là nền tảng để công bố phần cứng sắp tới, sự kiện này tập trung vào các dịch vụ và phần mềm internet mới. Các dịch vụ khác được công bố tại sự kiện này bao gồm Apple TV+, Apple News+ và Apple Card.
Apple Arcade là nơi tập trung toàn bộ game do Apple hợp tác với các nhà phát triển game để lập trình riêng, độc lập với các game đã có trên App Store. Những game trên Apple Arcade là độc quyền và chỉ có thể tìm và chơi được những game này duy nhất tại Arcade trên App Store, các game này không có trên các cửa hàng khác, kể cả Google Play Store (CH Play).
Trò chơi trên Arcade hoàn toàn mới và có khoảng 100 games (tại thời điểm ra mắt) để người dùng có thể chơi trên iPhone; iPad; Mac; iPod và Apple TV. Nếu như bạn đang chơi game trong Arcade trên iPhone, sau đó chuyển sang iPad hay các thiết bị Apple khác, thì phần game được tiếp tục chơi mà không phải bắt đầu lại từ đầu.
Apple hứa hẹn hợp tác cùng nhiều nhà sản xuất game lớn để có thể tạo ra nhiều game hơn, nhiều bản cập nhật game hơn trong tương lai. Sẽ hoàn toàn là game offline và người dùng có thể chơi thử bất kì game nào họ muốn trong một lần trả phí duy nhất và sẽ không bị làm phiền bởi quảng cáo. Apple Arcade cũng hỗ trợ thêm Family Sharing, một người mua dịch vụ có thể chia sẻ cho nhiều người trong gia đình chơi cùng, dễ dàng quản lí con nhỏ qua Screen Time nếu chơi quá lâu.
Apple Arcade có mặt trên Apple Store tại hơn 150 quốc gia và khu vực, trong đó có Việt Nam.

## Yêu cầu phần mềm
Apple Arcade yêu cầu cập nhật phiên bản hệ điều hành tương ứng lên:
- iOS 13 trên iPhone
- iPadOS 13 trên iPad
- tvOS 13 trên Apple TV
- macOS Catalina trên MacBook, Mac Mini, Mac Pro, and iMac.

## Trò chơi
| Tựa game                               | Nhà phát triển                 | Nhà phát hành                   | Ngày ra mắt               |
| -------------------------------------- | ------------------------------ | ------------------------------- | ------------------------- |
| Agent Intercept                        | PikPok                         | Prodigy Design                  | ngày 19 tháng 9 năm 2019  |
| Assemble With Care                     | ustwo                          | ustwo                           | ngày 19 tháng 9 năm 2019  |
| ATONE: Heart of the Elder Tree         | Wildboy Studios                | Wildboy Studios                 | ngày 19 tháng 9 năm 2019  |
| Ballistic Baseball                     | Gameloft Brisbane              | Gameloft                        | ngày 18 tháng 10 năm 2019 |
| BattleSky Brigade: Harpooner           | BattleBrew                     | BattleBrew Productions          | ngày 19 tháng 9 năm 2019  |
| Beyond a Steel Sky                     | Revolution Software            | Revolution Software             | TBA                       |
| Big Time Sports                        | Frosty Pop                     | Frosty Pop Games                | ngày 19 tháng 9 năm 2019  |
| Bleak Sword                            | Devolver                       | more8bit                        | ngày 19 tháng 9 năm 2019  |
| The Bradwell Conspiracy                | A Brave Plan                   | Bossa Studios                   | ngày 5 tháng 10 năm 2019  |
| Butter Royale                          |                                |                                 | ngày 24 tháng 1 năm 2020  |
| Card of Darkness                       | Zach Gage                      | Pendleton Ward                  | ngày 19 tháng 9 năm 2019  |
| Cardpocalypse                          | Gambrinous                     | Versus Evil                     | ngày 19 tháng 9 năm 2019  |
| Cat Quest II                           | The Gentlebros.                |                                 | ngày 19 tháng 9 năm 2019  |
| CHARRUA SOCCER                         |                                |                                 | ngày 7 tháng 2 năm 2020   |
| ChuChu Rocket! Universe                | Hardlight                      | Sega                            | ngày 19 tháng 9 năm 2019  |
| Cricket Through the Ages               | Free Lives                     | Devolver Digital                | ngày 19 tháng 9 năm 2019  |
| Dead End Job                           | Headup GmbH                    | Headup GmbH, Ant Workshop       | ngày 19 tháng 9 năm 2019  |
| Dear Reader                            | Local No. 12                   | Local No. 12                    | ngày 19 tháng 9 năm 2019  |
| Decoherence                            | Efecto Estudios                | Efecto Estudios                 | ngày 11 tháng 10 năm 2019 |
| Discolored                             | Shifty Eye                     | Shifty Eye Games & Jason Godbey | ngày 8 tháng 11 năm 2019  |
| Dodo Peak                              | Moving Pieces                  | Moving Pieces Interactive       | ngày 19 tháng 9 năm 2019  |
| Don’t Bug Me!                          | Frosty Pop                     | Frosty Pop Games                | ngày 19 tháng 9 năm 2019  |
| Doomsday Vault                         | Flightless                     | Flightless                      | ngày 3 tháng 1 năm 2020   |
| Down in Bermuda                        | Yak & Co                       | Yak & Co                        | ngày 19 tháng 9 năm 2019  |
| Dread Nautical                         | ZEN Studios                    | Zen Studios                     | ngày 19 tháng 9 năm 2019  |
| EarthNight                             | Cleaversoft                    | Cleaversoft                     | ngày 19 tháng 9 năm 2019  |
| The Enchanted World                    | Ivan Ramadan and Amar Zubcevic | Noodlecake Studios              | ngày 19 tháng 9 năm 2019  |
| Explottens                             | WeRplay                        | WRP Pvt.                        | ngày 19 tháng 9 năm 2019  |
| Enter the Construct                    | Directive Games Limited        | Directive Games Limited         | TBA                       |
| Exit the Gungeon                       | Dodge Roll                     | Devolver Digital                | ngày 19 tháng 9 năm 2019  |
| Fallen Knight                          | FairPlay Studios               | FairPlay Studios                | ngày 25 tháng 10 năm 2019 |
| Fantasian                              | Mistwalker                     | Mistwalker                      | TBA                       |
| Fledagling Heroes                      |                                |                                 | ngày 19 tháng 9 năm 2019  |
| Frogger in Toy Town                    | Konami                         | Konami                          | ngày 19 tháng 9 năm 2019  |
| The Get Out Kids                       | Frosty Pop                     | Froaty Pop Games                | ngày 19 tháng 9 năm 2019  |
| Grindstone                             | Capybara Games                 | Capybara Games                  | ngày 19 tháng 9 năm 2019  |
| Guildlings                             | Sirvo                          |                                 | ngày 8 tháng 11 năm 2019  |
| Hexaflip: The Action Puzzler           | David Marquardt                | Rogue Games, Inc.               | ngày 19 tháng 9 năm 2019  |
| HitchHiker                             | Mad About Pandas               | Versus Evil                     | TBA                       |
| Hogwash                                | Bossa Studios                  | Bossa Studios                   | ngày 25 tháng 10 năm 2019 |
| Hot Lava                               | Klei Entertainment             | Klei Entertainment              | ngày 19 tháng 9 năm 2019  |
| HyperBrawl Tournament                  | Milkey Tea Limited             | Milkey Tea Limited              | ngày 19 tháng 9 năm 2019  |
| INMOST                                 | Hidden Layer Games             | Chucklefish Limited             | ngày 11 tháng 10 năm 2019 |
| Jenny LeClue                           | Mografi                        | Mografi                         | ngày 19 tháng 9 năm 2019  |
| The Loud House: Outta Control          | Nickelodeon                    | Nickelodeon                     | ngày 14 tháng 2 năm 2020  |
| Jumper Jon                             | Esteban Duran                  | Ogre Pixel                      | ngày 1 tháng 11 năm 2019  |
| King’s League II                       | Kurechii                       | Kurechi Sdn. Bhd.               | ngày 19 tháng 9 năm 2019  |
| Kings of the Castle                    | Frosty Pop                     | Frosty Pop                      | ngày 19 tháng 9 năm 2019  |
| Lego Arthouse                          | The Lego Group                 | The Lego Group                  | TBA                       |
| Lego Brawls                            | RED Games                      | The Lego Group                  | ngày 19 tháng 9 năm 2019  |
| LEGO Buider's Journey                  | The Lego Group                 | The Lego Group                  | ngày 19 tháng 12 năm 2019 |
| Lifelike                               | kunabi brother                 | kunabi brother                  | ngày 25 tháng 10 năm 2019 |
| Lifeslide                              | Block Zero                     | Dreamteck                       | ngày 19 tháng 9 năm 2019  |
| Little Orpheus                         | The Chinese Room               | Sumo Digital                    | TBA                       |
| Manifold Garden                        | William Chyr Studio            | William Chyr Studio             | ngày 18 tháng 10 năm 2019 |
| Marble It Up: Mayhem!                  | The Marble Collective          | Marble it up                    | ngày 8 tháng 11 năm 2019  |
| Mind Symphony                          | Empty Clip Studios             | Rogue Games, Inc.               | ngày 11 tháng 10 năm 2019 |
| Mini Motorways                         | Dinosaur Polo Club             | Dinosaur Polo Club              | ngày 19 tháng 9 năm 2019  |
| Monomals                               | Picomy                         | Picomy                          | ngày 1 tháng 11 năm 2019  |
| The Mosaic                             | Raw Fury                       | krillbite Studios               | ngày 1 tháng 11 năm 2019  |
| Murder Mystery Machine                 | Blazing Griffin                | Blazing Griffin                 | ngày 19 tháng 9 năm 2019  |
| Mutazione                              | Die Gute Fabrik                | Die Gute Fabrik                 | ngày 19 tháng 9 năm 2019  |
| Neo Cab                                | Fellow Traveller               | Chance Agency                   | ngày 19 tháng 9 năm 2019  |
| Nightmare Farm                         | Hit-Point Co., Ltd.            | Hit-Point Co., Ltd.             | ngày 5 tháng 10 năm 2019  |
| No Way Home                            | SMG Studio                     | SMG Studio                      | ngày 10 tháng 1 năm 2020  |
| Oceanhorn 2: Knights of the Lost Realm | Cornfox & Bros.                | Cornfox & Bros.                 | ngày 19 tháng 9 năm 2019  |
| Operator 41                            | Shifty Eye                     | Shifty Eye Games                | ngày 19 tháng 9 năm 2019  |
| Outlanders                             | Pomelo Games                   | Outbox                          | ngày 19 tháng 9 năm 2019  |
| Over the Alps                          | Stave Studios                  | Stave Studios                   | ngày 19 tháng 9 năm 2019  |
| Overland                               | Finji                          | Finji                           | ngày 19 tháng 9 năm 2019  |
| PAC-MAN Party Royale                   | BANDAI NAMCO                   | BANDAI NAMCO Entertainment      | ngày 18 tháng 10 năm 2019 |
| Painty Mob                             | Devolver                       | Flee Punk                       | ngày 19 tháng 9 năm 2019  |
| The Pathless                           | Giant Squid                    | Annapurna Interactive           | TBA                       |
| Patterned                              | BorderLeap                     | BorderLeap                      | ngày 19 tháng 9 năm 2019  |
| Pilgrims                               | Amanita Design                 | Amanita Design                  | ngày 5 tháng 10 năm 2019  |
| The Pinball Wizard                     | Frosty Pop                     | Frosty Pop Games                | ngày 19 tháng 9 năm 2019  |
| Possessions                            | Lucid Labs                     | Noodlecake Games                | ngày 19 tháng 9 năm 2019  |
| Projection: First Light                | Shadowplay Studios             | Blowfish Studios                | ngày 19 tháng 9 năm 2019  |
| Punch Planet                           | BlockZero                      | Sector-K Games                  | ngày 19 tháng 9 năm 2019  |
| Rayman Mini                            | Ubisoft                        | Ubisoft                         | ngày 19 tháng 9 năm 2019  |
| RedOut: Space Assault                  | 34BigThings                    | 34BigThings                     | ngày 5 tháng 10 năm 2019  |
| Red Reign                              | Ninja Kiwi                     | Ninja Kiwi Limited              | ngày 19 tháng 9 năm 2019  |
| Rosie's Reality                        | RosieReality                   | RosieReality                    | ngày 15 tháng 11 năm 2019 |
| Sayonara Wild Hearts                   | Simogo                         | Annapurna Interactive           | ngày 19 tháng 9 năm 2019  |
| Secret Oops!                           | Mixedbag                       | Mixedbag                        | ngày 31 tháng 1 năm 2020  |
| Shantae and the Seven Sirens           | WayForward                     | WayForward                      | ngày 19 tháng 9 năm 2019  |
| Shinsekai: Into the Depths             | Capcom                         | Capcom                          | ngày 19 tháng 9 năm 2019  |
| ShockRods                              | Stainless Games                | Stainless Games                 | ngày 11 tháng 10 năm 2019 |
| Skate City                             | Agens                          | Snowman                         | ngày 19 tháng 9 năm 2019  |
| Sneaky Sasquatch                       | RAC7                           | RAC7                            | ngày 19 tháng 9 năm 2019  |
| Sociable Soccer                        | Tower Studios Ltd.             | Rogue Games, Inc.               | ngày 8 tháng 11 năm 2019  |
| Sonic Racing                           | Hardlight                      | Sega                            | ngày 19 tháng 9 năm 2019  |
| Spaceland                              | Tortuga Games                  | Tortuga Games                   | ngày 19 tháng 9 năm 2019  |
| Speed Demons                           | Radiangames                    | Radiangames                     | ngày 19 tháng 9 năm 2019  |
| Spek                                   | RAC7 Games                     | RAC7 Games                      | ngày 19 tháng 9 năm 2019  |
| Spelldrifter                           | Free Range                     | Free Range Games                | ngày 19 tháng 9 năm 2019  |
| Spidersaurs                            | WayForward                     | WayForward                      | ngày 19 tháng 9 năm 2019  |
| Stranded Sails                         | Shifty Eye                     | Shifty Eye Games                | ngày 19 tháng 9 năm 2019  |
| Star Fetched                           | Crescent Moon Games            | Crescent Moon Games             | ngày 1 tháng 11 năm 2019  |
| Stela                                  | SkyBox Labs                    | SkyBox Labs                     | ngày 11 tháng 10 năm 2019 |
| Stellar Commanders                     | Blindflug                      | Blindflug Studios               | ngày 19 tháng 9 năm 2019  |
| Super Impossible Road                  | Wonderful Lasers               | Rogue Games, Inc.               | ngày 19 tháng 9 năm 2019  |
| Super Mega Mini Party                  | RED GAMES CO LLC               | Red Games Co, LLC               | ngày 1 tháng 11 năm 2019  |
| Takeshi and Hiroshi                    | Oink Games                     |                                 | ngày 8 tháng 11 năm 2019  |
| Tales of Memo                          | Tendays Studio                 | Tendays Studio                  | ngày 25 tháng 10 năm 2019 |
| Tangle Tower                           | SFB Games                      | SFB Games                       | ngày 19 tháng 9 năm 2019  |
| Things That Go Bump                    | Tinybop Inc.                   | Tinybop Inc.                    | ngày 18 tháng 10 năm 2019 |
| tint.                                  | Lykke Studios                  | Lykkegaard International        | ngày 19 tháng 9 năm 2019  |
| Towaga: Among Shadows                  | Noodlecake                     | Noodlecake Studios              | ngày 19 tháng 9 năm 2019  |
| UFO on Tape: First Contact             | Revolutionary Concepts         | Revolutionary Concepts          | ngày 8 tháng 11 năm 2019  |
| Ultimate Rivals: The Rink              |                                |                                 | ngày 12 tháng 12 năm 2019 |
| Unleash the Light                      | Cartoon Network                | Cartoon Network                 | ngày 27 tháng 11 năm 2019 |
| Various Daylife                        | Dokidoki Groove Works          | Square Enix                     | ngày 19 tháng 9 năm 2019  |
| Way of the Turtle                      | Illusion Labs                  | Illusion Labs                   | ngày 19 tháng 9 năm 2019  |
| What the Golf?                         | Triband                        | Fig                             | ngày 19 tháng 9 năm 2019  |
| Where Cards Fall                       | The Game Band                  | Snowman                         | ngày 19 tháng 9 năm 2019  |
| Winding Worlds                         | KO_OP                          | KO_OP                           | TBA                       |
| Word Laces                             | Minimega                       | minimega                        | ngày 19 tháng 9 năm 2019  |
| Yaga                                   | Breadcrumbs Interactive        | Versus Evil                     | ngày 25 tháng 10 năm 2019 |